# Acritus leai
Acritus leai är en skalbaggsart som beskrevs av Yves Gomy 1984. Acritus leai ingår i släktet Acritus och familjen stumpbaggar. Inga underarter finns listade i Catalogue of Life.